# Jamwonus subcostatus
Jamwonus subcostatus là một loài bọ cánh cứng trong họ Cerambycidae.